# Tommy Svindal Larsen
Tommy Svindal Larsen (Skien, 11 agosto 1973) è un allenatore di calcio ed ex calciatore norvegese, di ruolo centrocampista.

## Carriera

### Club
Svindal Larsen iniziò la carriera con la maglia dell'Odd Grenland, per trasferirsi poi nel 1991 allo Start. L'anno seguente tornò all'Odd con la formula del prestito per una stagione. Nel 1995, si legò allo Stabæk, rimanendovi fino al 2001: proprio con la squadra di Bærum giocò da titolare la finale di Coppa di Norvegia 1998, vinta dalla sua squadra per tre a uno sul Rosenborg dopo i tempi supplementari.
Rimase in Norvegia fino al novembre 2001, quando fu ingaggiato dal Norimberga, squadra militante nella Bundesliga. I tedeschi lo acquistarono per dare all'allenatore Klaus Augenthaler un'alternativa a David Jarolím. Esordì nel nuovo campionato nella partita contro l'Hansa Rostock del 18 novembre, conclusasi con una vittoria della sua squadra per due a zero. Il 5 febbraio 2002, segnò la prima rete per la nuova squadra ai danni dello Stoccarda, sancendo il successo per tre a due del Norimberga. In Germania, disputò tre stagioni nella massima divisione e una nella 2. Fußball-Bundesliga.
Nel 2005, tornò all'Odd Grenland. Si ritirò al termine della Tippeligaen 2011.

### Nazionale
Svindal Larsen è attualmente il recordman per quanto concerne le presenze nelle nazionali giovanili, avendone collezionate novantanove tra tutte le selezioni, partendo dalla Norvegia under 15 fino ad arrivare alla Norvegia under 21. Proprio con quest'ultima, debuttò il 1º marzo 1991, giocando dal primo minuto nella gara contro le Fær Øer under 21.
Il 24 aprile 1996, sostituendo Mini Jakobsen, esordì con la selezione maggiore della Norvegia, nel pareggio per zero a zero contro la Spagna.

## Statistiche

### Cronologia presenze e reti in nazionale
| Cronologia completa delle presenze e delle reti in nazionale ― Norvegia | Cronologia completa delle presenze e delle reti in nazionale ― Norvegia | Cronologia completa delle presenze e delle reti in nazionale ― Norvegia | Cronologia completa delle presenze e delle reti in nazionale ― Norvegia | Cronologia completa delle presenze e delle reti in nazionale ― Norvegia | Cronologia completa delle presenze e delle reti in nazionale ― Norvegia | Cronologia completa delle presenze e delle reti in nazionale ― Norvegia | Cronologia completa delle presenze e delle reti in nazionale ― Norvegia |
| Data                                                                    | Città                                                                   | In casa                                                                 | Risultato                                                               | Ospiti                                                                  | Competizione                                                            | Reti                                                                    | Note                                                                    |
| ----------------------------------------------------------------------- | ----------------------------------------------------------------------- | ----------------------------------------------------------------------- | ----------------------------------------------------------------------- | ----------------------------------------------------------------------- | ----------------------------------------------------------------------- | ----------------------------------------------------------------------- | ----------------------------------------------------------------------- |
| 24-4-1996                                                               | Oslo                                                                    | Norvegia                                                                | 0 – 0                                                                   | Spagna                                                                  | Amichevole                                                              | -                                                                       | 46’                                                                     |
| 2-6-1996                                                                | Oslo                                                                    | Norvegia                                                                | 5 – 0                                                                   | Azerbaigian                                                             | Qual. Mondiali 1998                                                     | -                                                                       | 79’                                                                     |
| 18-11-1998                                                              | Il Cairo                                                                | Egitto                                                                  | 1 – 1                                                                   | Norvegia                                                                | Amichevole                                                              | -                                                                       | 84’                                                                     |
| 20-1-1999                                                               | Tel-Aviv                                                                | Israele                                                                 | 0 – 1                                                                   | Norvegia                                                                | Amichevole                                                              | -                                                                       |                                                                         |
| 22-1-1999                                                               | Umm al-Fahm                                                             | Estonia                                                                 | 3 – 3                                                                   | Norvegia                                                                | Amichevole                                                              | -                                                                       |                                                                         |
| 16-8-2000                                                               | Helsinki                                                                | Finlandia                                                               | 3 – 1                                                                   | Norvegia                                                                | Amichevole                                                              | -                                                                       |                                                                         |
| 24-1-2001                                                               | Hong Kong                                                               | Norvegia                                                                | 3 – 2                                                                   | Corea del Sud                                                           | Amichevole                                                              | -                                                                       | cap.                                                                    |
| 28-2-2001                                                               | Belfast                                                                 | Irlanda del Nord                                                        | 0 – 4                                                                   | Norvegia                                                                | Amichevole                                                              | -                                                                       |                                                                         |
| 24-3-2001                                                               | Oslo                                                                    | Norvegia                                                                | 2 – 3                                                                   | Polonia                                                                 | Qual. Mondiali 2002                                                     | -                                                                       | 68’                                                                     |
| 28-3-2001                                                               | Minsk                                                                   | Bielorussia                                                             | 2 – 1                                                                   | Norvegia                                                                | Qual. Mondiali 2002                                                     | -                                                                       |                                                                         |
| 7-9-2002                                                                | Oslo                                                                    | Norvegia                                                                | 2 – 2                                                                   | Danimarca                                                               | Qual. Euro 2004                                                         | -                                                                       | 88’                                                                     |
| 16-10-2002                                                              | Oslo                                                                    | Norvegia                                                                | 2 – 0                                                                   | Bosnia ed Erzegovina                                                    | Qual. Euro 2004                                                         | -                                                                       | 90’                                                                     |
| 12-2-2003                                                               | Heraklion                                                               | Grecia                                                                  | 1 – 0                                                                   | Norvegia                                                                | Amichevole                                                              | -                                                                       | 82’                                                                     |
| 2-4-2003                                                                | Lussemburgo                                                             | Lussemburgo                                                             | 0 – 2                                                                   | Norvegia                                                                | Qual. Euro 2004                                                         | -                                                                       | 86’                                                                     |
| 30-4-2003                                                               | Dublino                                                                 | Irlanda                                                                 | 1 – 0                                                                   | Norvegia                                                                | Amichevole                                                              | -                                                                       |                                                                         |
| 9-10-2004                                                               | Glasgow                                                                 | Scozia                                                                  | 0 – 1                                                                   | Norvegia                                                                | Qual. Mondiali 2006                                                     | -                                                                       |                                                                         |
| 13-10-2004                                                              | Oslo                                                                    | Norvegia                                                                | 3 – 0                                                                   | Slovenia                                                                | Qual. Mondiali 2006                                                     | -                                                                       |                                                                         |
| 30-3-2005                                                               | Chișinău                                                                | Moldavia                                                                | 0 – 0                                                                   | Norvegia                                                                | Qual. Mondiali 2006                                                     | -                                                                       |                                                                         |
| 24-5-2005                                                               | Oslo                                                                    | Norvegia                                                                | 1 – 0                                                                   | Costa Rica                                                              | Amichevole                                                              | -                                                                       | 54’                                                                     |
| 26-5-2005                                                               | Oslo                                                                    | Norvegia                                                                | 2 – 2                                                                   | Paraguay                                                                | Amichevole                                                              | -                                                                       |                                                                         |
| 1-6-2006                                                                | Oslo                                                                    | Norvegia                                                                | 0 – 0                                                                   | Corea del Sud                                                           | Amichevole                                                              | -                                                                       |                                                                         |
| 2-9-2006                                                                | Budapest                                                                | Ungheria                                                                | 1 – 4                                                                   | Norvegia                                                                | Qual. Euro 2008                                                         | -                                                                       | 85’                                                                     |
| 6-9-2006                                                                | Oslo                                                                    | Norvegia                                                                | 2 – 0                                                                   | Moldavia                                                                | Qual. Euro 2008                                                         | -                                                                       | 90’                                                                     |
| 7-2-2007                                                                | Fiume                                                                   | Croazia                                                                 | 2 – 1                                                                   | Norvegia                                                                | Amichevole                                                              | -                                                                       | 87’                                                                     |
| Totale                                                                  |                                                                         | Presenze                                                                | 24                                                                      |                                                                         | Reti                                                                    | 0                                                                       |                                                                         |

## Palmarès

### Giocatore

#### Club

##### Competizioni nazionali
- Coppa di Norvegia: 1

Stabæk: 1998
- Campionato tedesco di seconda divisione: 1

Norimberga: 2003-2004